# Heinz Buss
Heinz Buss (* 20. Dezember 1919 in Berlin; † unbekannt) war ein deutscher Lehrer und Politiker der DDR-Blockpartei Liberal-Demokratische Partei Deutschlands (LDPD).

## Leben
Buss war der Sohn eines Berliner Tierarztes. Er besuchte die Volksschule und die Oberrealschule. Nach Ausbruch des Zweiten Weltkrieges wurde er von der Wehrmacht zum Kriegsdienst einberufen. Nach Kriegsende wurde er 1945 als Lehrer und Schulleiter eingesetzt. 1947 legte Buss die erste Lehrerprüfung und 1950 die zweite Lehrerprüfung ab. Seit 1950 war er Direktor der Mittelschule und später Direktor der Allgemeinbildenden Polytechnischen Oberschule „Gerhard Schubert“ in Lohmen im Bezirk Dresden.

## Politik
Er trat der 1945 in der Sowjetischen Besatzungszone neugegründeten LDPD bei. 1961 wurde er stellvertretender Vorsitzender des Kreisverbandes Sebnitz der LDPD. Von 1958 bis 1967 war er Mitglied der LDPD-Fraktion in der Volkskammer der DDR.

## Ehrungen
- Medaille für ausgezeichnete Leistungen
- Pestalozzi-Medaille in Bronze
- Wandermedaille in Bronze
- Theodor-Neubauer-Medaille in Gold